# Горпинченко Ігор Іванович
І́гор Іва́нович Горпи́нченко (* 1946) — український лікар-сексопатолог, андролог, доктор медичних наук (1986), професор (1992), кавалер ордена «За заслуги» 3-го (1998) та 2-го (2002) ступенів.

## З життєпису
Народився 1946 року в місті Новосибірськ. 1969 року закінчив Київський медичний інститут.
Від 1971 року працює в Інституті урології АМНУ: з 1992-го — завідувач відділу сексопатології та андрології.
Головний редактор збірника «Сексологія і андрологія» (від 1992), журналу «Здоров'я мужчини» (від 2003).
Наукові дослідження в таких напрямах: запальні захворювання статевих органів чоловіків, чоловіча неплідність, сексуальні розлади, порушення статевого розвитку.
Автор 540 наукових робіт, 11 монографій та 15 винаходів.
Як педагог підготував 30 кандидатів та 10 докторів медичних наук.
Організатор І-го з'їзду сексологів й андрологів України; ініціював і провів 35 науково-практичних конференцій, з них 15 міжнародних.
Серед робіт:
- «Геронтологічна сексопатологія», 1991
- «Клінічна сексологія і андрологія», 1996 (співавтор)
- «Сексологія і андрологія», 1997 (співавтор)
- «Еректильна дисфункція», 2003 (співавтор)
- «Левітратм: унікальне поєднання властивостей: огляд літератури», 2004
- «Андрологічні проблеми старшого віку», 2005 (співавтор).

Серед патентів:
- «Спосіб прогностичної діагностики чоловічої неплідності різної етіології», 2013, співавтори Базалицька Світлана Василівна, Нікітін Олег Дмитрович, Персидський Юрій Всеволодович, Романенко Аліна Михайлівна
- Спосіб визначення порушень імунологічної супресії у хворих на хронічний простатит, 2016, співавтори Драннік Георгій Миколайович, Нуріманов Каміль Раїсович, Порошина Тетяна Вікторівна, Савченко Вікторія Станіславівна.